# Hospital André Mignot

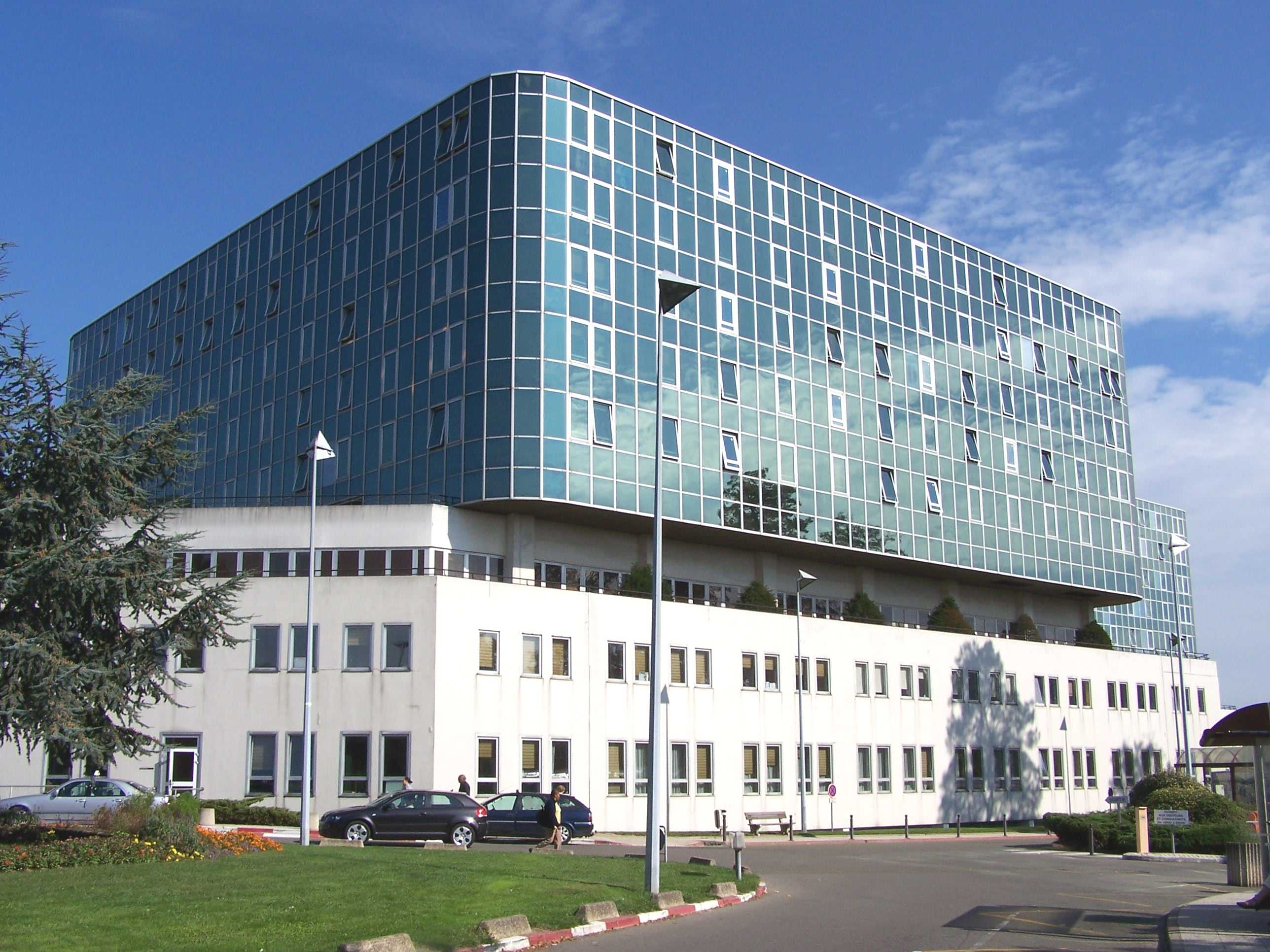
Entrada do Hospital André Mignot

O  Hospital André Mignot ou Hospital André-Mignot (em francês,  Hôpital André Mignot) é um hospital de Le Chesnay, na França.
Parte do Centre Hospitalier de Versailles e um hospital de ensino da Universidade de Versalhes Saint Quentin en Yvelines.